# Floryda Odessa
Floryda Odessa (ukr. «Флорида» Одеса) – ukraiński klub piłkarski z siedzibą w mieście Odessa, w południowo-zachodniej części kraju, działający w latach 1913–1919.

## Historia
Chronologia nazw:
- 1913: Floryda Odessa (ukr. «Флорида» Одеса, ros. «Флорида» Одесса)
- 1919: klub rozwiązano

Piłkarska drużyna Floryda Odessa została założona w Odessie 6 września (24 sierpnia) 1913 roku przy osobistej gwarancji Patrona Pawła Antonowicza, choć zespół zadebiutował w mistrzostwach Odeskiej Ligi Piłki Nożnej w 1912 roku.
Koło uprawiało piłkę nożną, hokej, tenis ziemny, lekkoatletykę, gimnastykę, łyżwiarstwo i narciarstwo.
Członkiem koła mógł być każdy, z wyjątkiem nieletnich uczniów szkół gimnazjalnych i gimnazjów, a także niższych stopni w służbie czynnej, kadetów i zawodowych piłkarzy, którzy grali w drużynie klubowej w mistrzostwach Odessy.
W sezonie 1915/16 roku zajął trzecie miejsce w Odeskiej Lidze Piłki Nożnej. W 1919 klub został rozwiązany.

## Sukcesy
- brązowy medalista mistrzostw Odessy (1): 1915/16.
- zdobywca Pucharu Gerda (1): 1916.
- zdobywca Pucharu Okszy-Orżechowskiego (1): 1914.